# Kamenička (přítok Chomutovky)
Kamenička je potok se stejnojmennou vodní nádrží v Krušných horách v okrese Chomutov. Je dlouhý 7,2 kilometru, plocha jeho povodí měří 13,5 km² a průměrný průtok v ústí je 0,12 m³/s.
Pramení ve výšce 815 metrů nad mořem pod Jelením vrchem, tři kilometry jižně od Načetína. Vytváří hluboce zaříznuté skalnaté údolí zhruba jihovýchodního směru a ústí zleva do Chomutovky u Třetího mlýna v nadmořské výšce 390 metrů.
Horní tok Kameničky spojuje s údolím Chomutovky převáděcí tunel Dieterova štola. Slouží k odklonění přebytečné vody z horských rašelinišť. Na pravém svahu údolí se nachází přírodní rezervace Buky nad Kameničkou.
Na říčním kilometru 1,55 stojí hráz vodní nádrže Kamenička.